# Günther Beckers

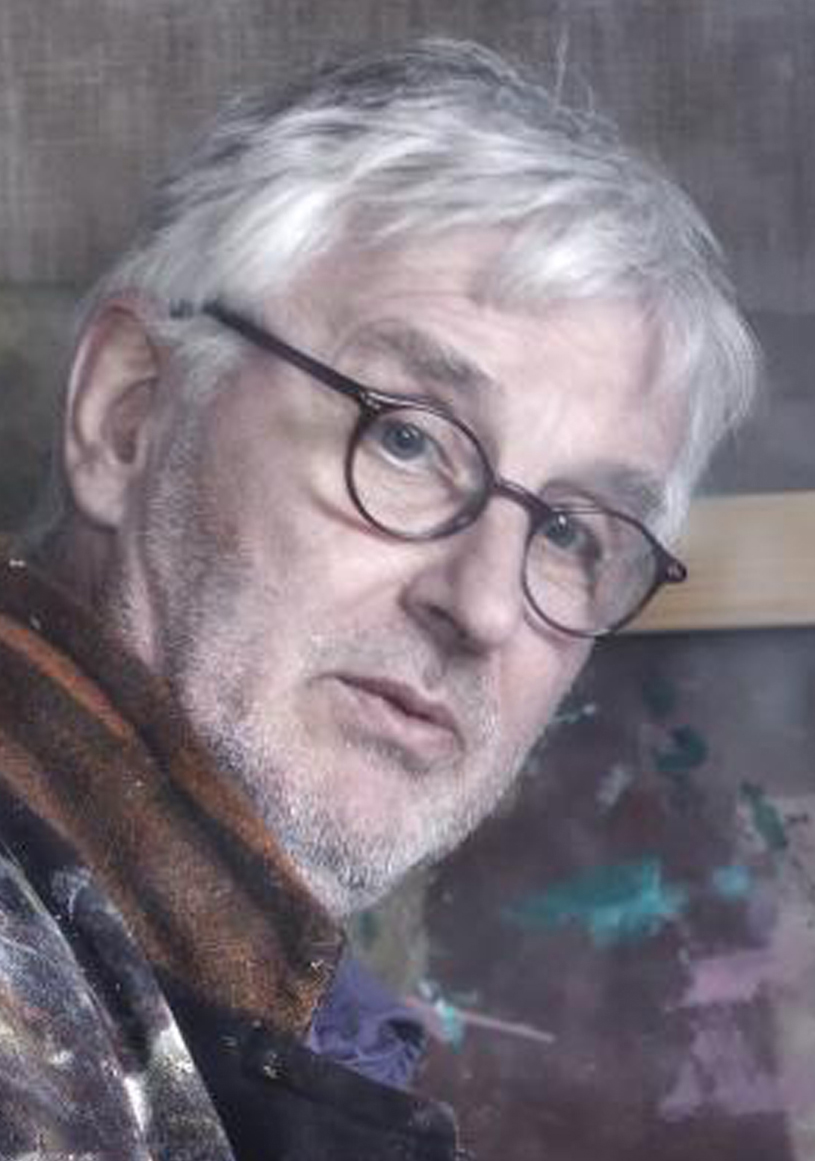
Porträt von Günter Beckers

Günther Beckers (* 1953 in Aachen) ist ein deutscher Künstler. Der Schwerpunkt seiner künstlerischen Arbeit liegt auf der Erneuerung der Disziplinen und der Auseinandersetzung mit dem Menschenbild.

## Leben
Nach seiner Kindheit und Schulzeit in Aachen studierte er von 1972 bis 1977 an der Staatlichen Kunstakademie in Düsseldorf Malerei und Bildhauerei. Er war Meisterschüler von Karl Bobek.
Günther Beckers begann früh an der Arbeit seiner „Gesamtkunsträume“, der Verbindung verschiedener künstlerischer Disziplinen, wie der Malerei, der Musik, der Poesie sowie des Designs. Hierin sind alle Disziplinen durch ihn ausgeführt oder entstehen wie in der Musik aus der Zusammenarbeit mit anderen Interpreten: unter anderen mit Mie Miki, Stefan Palm, Alex de Grassi, Micki Meuser, Florian Prey, Theo Jörgensmann, Oscan Yalkinoglu. Er gründete das Label: Projekt Freies Kunsthaus, Milky Music auf den diversen Veröffentlichungen mit dem Aachener Kunstkopf entstanden
Anfang der 1980er Jahre lebte er mit seiner Familie teilweise in Finnland. Als einer der ersten drei Stipendiaten erhielt er 1986 ein Stipendium der Günther-Peill-Stiftung, das auf Wunsch von Carola Peill verlängert wurde. 1987 lernten sich Günther Beckers und Eugen Schönebeck kennen. Auf einer gemeinsamen Italienreise im Folgejahr entstanden vier gemeinsame Skizzen DIN A4 und einige andere. Ferner eine gemeinsame Zeichnung nach dem Vorbild der französischen Surrealisten, „Le Cadavre Exquis“ als „Zeugnisse“ ihrer Begegnungen. Diese „Zeugnisse“ wurden in vier Ausstellungen des „Künstlermuseums ° Günther Beckers“ Kunstinteressierten gezeigt. Die Künstlerfreundschaft mit Eugen Schönebeck besteht bis auf den heutigen Tag. Ende der 1980er Jahre begann eine intensive Auseinandersetzung mit asiatischer Kunst und Ästhetik und dem abendländischen Altarbild, begleitet von fast täglichen Zeichenstudium in der Natur und Landschaftsskizzen, auch als Träger von musikalischer und poetischer Information, wie dem Vogelgesang oder Versen.
In den 1990er Jahren verbrachte er Teile des Jahres auf der Halbinsel Hindsholm in Dänemark.
Er entwickelte im Design zwischen den Jahren 1995 und 1999 zwei patentierte Basissysteme für Multiplexsteckmöbel. Mit ihnen war er neben den Möbelstücken der finnischen Designer Eliel Saarinen, Pauli E. Blomstedt, Eero Aarnio und Alvar Aalto auf der Internationalen Möbelmesse in Köln vertreten.
Seine Kunst bildet den Versuch der Auseinandersetzung mit „Leit-, Sinn- und Lebensbilder in den Künsten“ und basiert auf einer von ihm geschaffenen kunstphilosophischen Weltanschauung, seiner Humanästhetik, von der Würde des Menschen als einem Wesen von Schönheit, von sinnhaft, sinnlicher Wahrnehmung und von der Würde als eines Wesens von Schönheit, von sinnhaft-sinnlicher Wahrnehmung sprechend. Er entwickelt, wie in den anderen Disziplinen modulare Einheiten, die sich ihrerseits wieder zu einem Gesamtkunstraum zusammenfügen, bis hin zu seiner Kunstkapelle.
Um das Jahr 2000 begann der Künstler Günther Beckers mit einer radikalen Neuerung in seinen Farbflügelbildern über einen Rückgriff auf frühere Altarbilder. Er schafft ein Kernformat aus der Überlagerung abendländischer Maltradition verbunden mit Elementen der chinesischen Malerei. Diesem Kernformat sind verschiedene Farbflügel mit teilweise aufgesetzten „Pinselschlägen“ in einer zeitlichen Abfolge zugeordnet über Farbigkeit, Drehungen und Umsetzung. Ein kunsthistorisches Novum seiner letzten Arbeiten ist, die Flügel völlig frei in ein Bild zu hängen, die nun ihrerseits wieder von einem neuen Flügel überhängt, werden können. Farbe, Form und Inhalt in einem Bild sind so vollkommen befreit, auch in Bezug auf einen neuen Gehalt und es entwickeln sich durch Umhängung ständig neue Bilder im Bild. Hiermit erneuerte er, auch aus Sicht einiger Kunsthistoriker, die Malerei und Malerei wird Zeit, analog zu Musik. In der Musik entwickelt er für die Gitarre „Das Buch der Stimmungen“ und konstruiert hierfür neue Instrumente, die teilweise von verschiedenen Gitarrenbauern realisiert wurden, u. a. von George Lowden, Wolfgang Uebel, Walter Kraushaar und Konstantin Hirsch. Völlig neue Stimmungen und konstruiert hierfür neue Instrumente, die teilweise von verschiedenen Gitarrenbauern realisiert wurden.
2003 gründete er sein Künstlermuseum in Aachen und 2005 mit René Böll zusammen das KünstlerMuseum Beckers ° Böll in Köln und Aachen.
2006/07 schuf Günther Beckers den Bilderzyklus 9/11 – Flug 93, 44 Köpfe, Physiognomien des Terrors und der Angst mit 44 musikalischen Kontemplationen für Gitarre: Miniaturen aus dem „Buch der Stimmungen“.
Der Gesamtkunstraum wurde 2008 ergänzt zu „The 4 Plains“ – 8:46 Flug AA 11 – Nordturm – 9:03 Flug UA 175 – Südturm – 9:37 – Flug AA 77 – Pentagon – 10:03 – Flug UA93 – Pittsburgh – ausgestellt im KünstlerMuseum Beckers Böll, Aachen.

## Einzelausstellungen

### Deutschland (Auswahl)
- 1989 Leopold-Hoesch-Museum, Düren, „Fünf Räume“
- 1993 „U.T.O.P.I.A.  A.U.R.E.A.“ Leopold Hoesch Museum, Düren, St. Jacobi, Hamburg
- 1993 „News From Heaven“, „Die Fax“, Internationales Zeitungsmuseum der Stadt Aachen
- 1997 „Kinder Räume - Kunsthalle für Kinder“, Kulturzentrum Bottrop, Junges Museum,
- 1998 „Die Kinderkapelle! - Materie - Bewusstsein - Zustand.“ Deutsches Klingenmuseum, Solingen
- 2001 „Seelenfelder - Humanästhetische Werke“, Kunstmuseum in der Alten Post, Mülheim an der Ruhr,
- 2002 „Polyptychen - Seelenfelder!“, Im Hause Böll, Bornheim-Merten
- 2003  „THE NUREMBERG ORATORIUM“, St. Elisbeth, Aachen,
- 2005 „The Red Chamber“, UNESCO, Sitzungssaal, Bonn,
- 2009 „Tribute to Bacon“, KünstlerMuseum im Kunsthaus Rhenania, Köln
- 2011 „Die Frankreichreise - Eugen Schönebeck, Günther Beckers“, „Zeugnisse einer Zeitspanne“, Künstlermuseum ° Günther Beckers
- 2012 „Fanum Profanum“, Bischöfliche Akademie Aachen
- 2014 „NINE 9/11 ELEVEN“, 265 Physiognomien des Terrors und Angst, Gedenk- und Arbeitsraum, Aachen
- 2016 „The Christine Collection“, Bischöfliche Akademie, Aachen
- 2019 „@Human“, Galerie am Eisenharten, „Der Sinfonische Raum“, Bischöfliche Akademie, Aachen,
- 2019 „Visionen eines Paradieses, der Sehnsucht“, Aukirche und Evangelische Kirche, Monschau
- 2022 „Zwischen den Himmeln“, Galerie 45, Aachen
- 2022 „Im Verhältnis zu“, Hochschule für Kirchenmusik, Rottenburg
- 2024 „Landscapes - Soundscapes“, Galerie am Eisengarten und Galerie 45, Aachen

### Dänemark und Finnland (Auswahl)
- 1991 Kunsthallen Brandts Klaedefabrik, Odense, Dänemark, „Bild - Musik - Räume“,
- 1991 Vantaa Kunsthalle, Helsinki, „Anna Blume Anna Kukka“
- 1993 Nikolaj, Kunsthalle Kopenhagen, „U.T.O.P.I.A. A.U.R.E.A.“,
- 1999 Johannes Larsen Museet, Kerteminde, Dänemark, „Natura Perpetua“

## Gruppenausstellungen (Auswahl)
- 1983  „Junge Künstler hier“, Neue Galerie, Sammlung Ludwig, Aachen,
- 1986  „Stealing Diamonds“, Biennale Venedig, Parallelausstellung,
- 1988  „Papier macht Raum“, Internationale Biennale der Papierkunst, Leopold-Hoesch-Museum, Düren.
- 1988  „Blickpunkte deutscher Kunst im 20. Jahrhundert“, Galerie Neher, Essen.
- 1988  „Le cadavre exquis“, Kunsthalle Krakau,
- 1988  „Auge - Kunst des Sehens.“, Pumpe, Berlin
- 1998  „Partnerschaft im Wandel der Zeit.“, Beethovenhalle, Bonn
- 1990  „Let it be - Images of Rock“, Kunsthallen Brandts Klaeefabrik, Odense
- 1991  „Rot-Weiss-Gold“, Rathaus der Stadt Aachen
- 1992  „L`ame du Jazz.“, Grand Palace, Lüttch,
- 1993  „Euregionale“, Provinciaal Museum Hasselt, Hasselt
- 1993  „Do it Yourself“, Das kleine Format, Galerie Der Spiegel, Köln,
- 1996  „Möbelstücke - Kindermöbel, Alvar Aalto, Günther Beckers“, Leopold-Hoesch-Museum, Düren,
- 1996  „Der liturgische Raum - Altar Pieces“, St. Elisabeth, Aachen
- 2000  „International Art Interflow Exhibition“, Kunsthalle Nanjing, Kunstakademie Peking, Ausstellungshalle, China
- 2003  „Himmelsschwer - Himmel Falden“, Kunsthalle Brandts Klaedefabrik, Odense,  „Foto Triennale 2003“, Museet For Fotokunst, Odense
- 2006  „Konzert Mie Miki - Allas, my love“, Gesamtkunstraum, Ludwig Forum für Internationale Kunst, Aachen
- 2007  „Satzspiegel“,  Illustrationen zu Heinrich Böll – Irisches Tagebuch, Universität Limerick, Irland
- 2008  „Skizzenbücher“, „Humanästhetik“ und andere Schriftstücke, Dom- und Diözesanbibliothek Köln
- 2009  „Satzspiegel“, Irisches Tagebuch, Heinrich Böll, Neuerscheinung, Kiepenheuer&Witsch, Köln
- 2010  „Ein Bild, ein Stuhl,“, Eero Aarnio, Böll, Beckers, Kunsthaus Rhenania, Köln
- 2011  „Kunsthalle Darmstadt macht Schule“, Kunsthalle Darmstadt
- 2016  „Eröffnungsausstellung - Dänischen Rockmuseums“, Roskilde

## Bücher (Auswahl)
- 1995–98 „Traktat von der Gesamtheit der Künste“, Edition das Künstlerbuch, Fischer Verlag, Aachen, ISBN 3-89514-157-7.
- 1998 „Humanästhetik“ – (2008 – Diözesanbibliothek Köln)
- 2012 „Aphorismen eines Malers. Fanum Profanum.“ Einhard Verlag, Aachen, ISBN 978-3-936342-95-6.

## Diskografie (Auswahl)
- 1979 „Greetings“, Live – Neue Galerie, Sammlung Ludwig, G.B. Beckers, Yalkinoglu
- 1982 „Walkman“ G.B. Beckers, 1982 – MM 1982/3
- 1983 „Spieluhr“ G.B. Beckers (mit Alex de Grassi) 1983 – MM1983/3
- 1984 „Anna - ein neuer Mensch“ G.B. Beckers 1984 – MM 19984/4
- 1995 „Hymnus Angeli“, Stefan Palm spielt Kinderlieder, MM – 1995/10 Arp-Schnitger-Orgel, St. Jakobi, Hamburg